# 遠藤剛熈
遠藤 剛熈（えんどう ごうき）は、日本の画家である。

## 人物
京都市に生まる。幼少年時代から絵を描くことを好む。18歳頃から約10年間東京に住み彫刻の石膏像と人物と静物と武蔵野を描く。京都へ帰り、28歳頃から60歳頃まで東山山麓の南禅寺の塔頭で風景を制作。50歳頃から洛北の八瀬、植物園、洛西の嵯峨野、嵐山などを描き始める。65歳頃から京都の周辺の北山と南丹の風景を描き始める。60歳頃から大樹の制作を始める。2000年秋、遠藤剛熈美術館を公開。
武蔵野美術大学（西洋画科）と佛教大学（佛教学科）を卒業。

### 展覧会歴
1947〜52年
新潟県、京都市中学校絵画コンクール特選2回。京都高校絵画コンクール特選3回。全日本学生油絵コンクール入選。光風会全国展3回入選。学校長表彰。
1963年〜
光風会展と日展に出品。光風会展で4回受賞し会員に。芸術院会員の幹部達に嘱望される。東京の画会の会長の方から京都まで何度も来て、後継者になるように引かれるが就いて行かず、後退会
1990年〜
大地展、京都府ギャラリー、ギャラリー観、京都府文化博物館、ゴーキ美術研究所主催
1996年
ヴェルヴ展、阿佐ヶ谷洋画研究所の友、橋本博英、遠藤剛熈、中村清治、中山忠彦（生年月日順）の四人の会、ギャルリーEMORI（東京）　2回展から退会。
1999年
初個展、奈良そごう美術館、奈良そごう美術館主催
「遠藤剛熈画集」文：粟津則雄、木村重信、島田康寛（五十音順）、東方出版
2000年
個展、遠藤剛熈美術館開館記念展
2002年
フランス国民美術家協会展、ルーブル美術館カルーゼル大ホール、日本単独代表招待出品。受賞、協会表彰
2002年
個展、ギャラリーシマダ（神戸）「画家遠藤剛熈」文：加藤周一／画：遠藤剛熈　共著、かもがわ出版
2003年
個展、東大阪市民美術センター、東大阪市主催、個展、三越（大阪）
2005年
個展、フランス、シャルトル市庁舎、シャルトル市姉妹都市友好協会主催、市表彰、個展、フランス、プレシス・トレヴィーズ゛市トウレル城美術館、プレシス・トレヴィーズ゛市主催、市表彰
2006年
個展、アートフォーラムJARFO（京都）
2007年
フランスサロン総合展招待出品　グランパレ（パリ）
2011年
個展、Gallery Ort Project (京都)
2011年
個展、遠藤剛熈美術館開館十周年記念展